# (1211) Bressole
(1211) Bressole es un asteroide perteneciente al cinturón de asteroides descubierto por Louis Boyer el 2 de diciembre de 1931 desde el observatorio de Argel-Bouzaréah, Argelia.

## Designación y nombre
Bressole fue designado inicialmente como 1931 XA.
Posteriormente, se nombró en honor de un sobrino del descubridor.

## Características orbitales
Bressole orbita a una distancia media de 2,927 ua del Sol, pudiendo acercarse hasta 2,456 ua. Su excentricidad es 0,1609 y la inclinación orbital 12,76°. Emplea 1830 días en completar una órbita alrededor del Sol.